# Saison 1951-1952 du Stade rennais UC
Maillots
Chronologie
Saison précédente Saison suivante
La saison 1951-1952 du Stade rennais Université Club débute le 26 août 1951 avec la première journée du Championnat de France de Division 1, pour se terminer le 25 mai 1952 avec la dernière journée de cette compétition.
Le Stade rennais UC est également engagé en Coupe de France.

## Résumé de la saison
À l'intersaison, le Stade rennais voit sa défense être totalement remaniée après les départs d'Henri Guérin et de Robert Hennequin alors que le secteur offensif est orphelin de Guy Rabstejnek et Geoffrey Taylor. Pour les remplacer, le club fait appel à de nombreux joueurs. Parmi eux, les étrangers Callichio, Nikolić et Sandroni, mais aussi l'ancien international Ernest Vaast, quelques joueurs confirmés au haut niveau et des jeunes bretons prometteurs, comme Alphonse Le Gall, Robert Lemaître ou Jean Cueff.
La saison sera difficile pour l'effectif de François Pleyer, qui aura longtemps vu planer au-dessus de lui le spectre de la relégation en Division 2. Après une entame catastrophique (2V-2N-8D lors des dix premières rencontres), les Rennais peinent à enchaîner les bons résultats. En définitive, ils ne sortiront durablement de la zone rouge qu'en février, par la grâce de trois victoires consécutives.
Malgré une nouvelle baisse de régime en toute fin de championnat, les "Rouge et Noir" parviennent - comme la saison précédente - à éviter de justesse les barrages en se plaçant en quinzième position. Une issue positive pour une saison sans relief, marquée par quelques lourdes défaites sur terrain adverse (1-9 à Lille, 0-5 à Saint-Étienne ou 0-7 à Nîmes pour les plus cinglantes).
Heureusement, le Stade rennais réalise un beau parcours en Coupe de France, atteignant les quarts de finale pour la première fois depuis 1934-1935. Une performance rehaussée par la valeur des adversaires rencontrés, puisque Sète (D1), Angers (D2) et Strasbourg (D1) seront tour à tour éliminés. Les Rennais butent finalement - et au terme de deux rencontres acharnées - sur les Girondins de Bordeaux, futurs finalistes.

## Transferts en 1951-1952
| Nom                | Nationalité | Provenance/Destination    |
| Arrivées           |             |                           |
| René Besse         | France      | Le Havre AC               |
| Juan Callichio     | Argentine   | UC Sampdoria              |
| Jean Cueff         | France      | Stade léonard             |
| Maurice Guénard    | France      | Drapeau de Fougères       |
| Alphonse Le Gall   | France      | Stade lesnevien           |
| Hervé Ledan        | France      | Drapeau de Fougères       |
| Robert Lemaître    | France      | US Saint-Malo             |
| Francis Leseignoux | France      | AS Monaco                 |
| René-Bernard Munoz | France      | AJ Clamecy                |
| Spasoje Nikolić    | Yougoslavie | AC Venise                 |
| Justo Nuevo        | France      | Le Havre AC               |
| Noël Quiniou       | France      | AS Ergué-Armel            |
| Ernesto Sandroni   | Italie      | AC Venise                 |
| Yves Toupel        | France      | Méan-Penhoët              |
| Ernest Vaast       | France      | RC Paris                  |
| Départs            |             |                           |
| Henri Guérin       | France      | Stade français            |
| Robert Hennequin   | France      | FC Lorient                |
| Frédéric Nikitis   | Grèce       | FC Rouen (prêt)           |
| Robert Ponceau     | France      | Stade rennais UC amateurs |
| Guy Rabstejnek     | France      | AS Monaco                 |
| Geoffrey Taylor    | Angleterre  | Bristol Rovers            |

## L'effectif de la saison
| Poste¹ | Nat.² | Nom                | Naissance         | Sélection³ | Championnat | Championnat | Coupe France | Coupe France | Total Saison | Total Saison |
| Poste¹ | Nat.² | Nom                | Naissance         | Sélection³ | M           | But inscrit | M            | But inscrit  | M            | But inscrit  |
| ------ | ----- | ------------------ | ----------------- | ---------- | ----------- | ----------- | ------------ | ------------ | ------------ | ------------ |
| D      | FRA   | René Besse         | 2 juillet 1921    | B          | 19          | 2           | 5            | 0            | 24           | 2            |
| A      | ARG   | Juan Callichio     | 5 juin 1924       | -          | 26          | 10          | 3            | 2            | 29           | 12           |
| A      | FRA   | Jean Combot        | 19 novembre 1928  | B          | 1           | 0           | 0            | 0            | 1            | 0            |
| M      | FRA   | Jean Cueff         | 6 novembre 1931   | -          | 11          | 0           | 5            | 0            | 16           | 0            |
| M      | ESP   | Esteban Gomez      | 24 juillet 1923   | -          | 4           | 0           | 0            | 0            | 4            | 0            |
| A      | FRA   | Jean Grumellon     | 1er juin 1923     | A          | 30          | 15          | 5            | 1            | 35           | 16           |
| D      | FRA   | Maurice Guénard    | 5 mars 1926       | -          | 3           | 0           | 0            | 0            | 3            | 0            |
| A      | FRA   | Alain Lachèze      | 10 mars 1925      | -          | 13          | 3           | 4            | 1            | 17           | 4            |
| M      | FRA   | Paul Le Dren       | 25 janvier 1929   | -          | 22          | 0           | 1            | 1            | 23           | 1            |
| A      | FRA   | Alphonse Le Gall   | 6 octobre 1931    | -          | 24          | 8           | 4            | 2            | 28           | 10           |
| A      | FRA   | Joseph Le Page     | 1er mars 1927     | -          | 1           | 0           | 0            | 0            | 1            | 0            |
| M      | FRA   | Hervé Ledan        | 29 novembre 1924  | -          | 2           | 0           | 0            | 0            | 2            | 0            |
| D      | FRA   | Robert Lemaître    | 7 mars 1929       | -          | 20          | 0           | 3            | 0            | 23           | 0            |
| D      | FRA   | Francis Leseignoux | 7 mai 1922        | -          | 6           | 0           | 0            | 0            | 6            | 0            |
| A      | FRA   | Bernard Maiseau    | 10 août 1928      | -          | 2           | 0           | 1            | 1            | 3            | 1            |
| A      | FRA   | Marcel Mansat      | 7 décembre 1924   | B          | 15          | 0           | 3            | 0            | 18           | 0            |
| A      | FRA   | René-Bernard Munoz | 10 septembre 1929 | -          | 6           | 0           | 1            | 1            | 7            | 1            |
| A      | YOU   | Spasoje Nikolić    | 6 mai 1922        | A          | 25          | 5           | 3            | 1            | 28           | 6            |
| D      | FRA   | Justo Nuevo        | 14 mai 1922       | B          | 32          | 0           | 3            | 0            | 35           | 0            |
| G      | FRA   | Louis Pinat        | 12 août 1929      | B          | 23          | 0           | 5            | 0            | 28           | 0            |
| M      | FRA   | Jean Prouff        | 12 décembre 1919  | A          | 27          | 5           | 5            | 1            | 32           | 6            |
| A      | FRA   | Noël Quiniou       | 15 octobre 1932   | -          | 1           | 0           | 0            | 0            | 1            | 0            |
| G      | FRA   | Guy Rouxel         | 24 janvier 1926   | B          | 11          | 0           | 0            | 0            | 11           | 0            |
| M      | ITA   | Ernesto Sandroni   | 27 février 1920   | A          | 12          | 0           | 2            | 0            | 14           | 0            |
| D      | FRA   | Maurice Sellin     | 21 février 1920   | -          | 12          | 0           | 0            | 0            | 12           | 0            |
| D      | FRA   | André Sorel        | 19 avril 1924     | -          | 1           | 0           | 0            | 0            | 1            | 0            |
| D      | FRA   | Yves Toupel        | 25 décembre 1932  | -          | 3           | 0           | 0            | 0            | 3            | 0            |
| A      | FRA   | Ernest Vaast       | 28 octobre 1922   | A          | 22          | 3           | 2            | 1            | 24           | 4            |

- 1 : G, Gardien de but ; D, Défenseur ; M, Milieu de terrain ; A, Attaquant
- 2 : Nationalité sportive, certains joueurs possédant une double-nationalité
- 3 : sélection la plus élevée obtenue

## Équipe-type
Il s'agit de la formation la plus courante rencontrée en championnat.

## Les rencontres de la saison

### Liste
| Match | Date         | Compétition     | Tour                | Adversaire    | Lieu ¹ | Score    | Class.   | Buteurs pour le Stade rennais     |
| ----- | ------------ | --------------- | ------------------- | ------------- | ------ | -------- | -------- | --------------------------------- |
| 1     | 26 août      | Division 1      | 1                   | Marseille     | D      | 1–2      | 14       | Prouff                            |
| 2     | 2 septembre  | Division 1      | 2                   | Lille         | E      | 1–9      | 18       | Grumellon                         |
| 3     | 9 septembre  | Division 1      | 3                   | Reims         | D      | 2-0      | 14       | Le Gall Grumellon                 |
| 4     | 13 septembre | Division 1      | 4                   | Metz          | E      | 0–4      | 17       |                                   |
| 5     | 16 septembre | Division 1      | 5                   | Sochaux       | E      | 1–5      | 18       | Callichio                         |
| 6     | 23 septembre | Division 1      | 6                   | Nice          | D      | 0-3      | 18       |                                   |
| 7     | 30 septembre | Division 1      | 7                   | RC Paris      | D      | 4-1      | 17       | Callichio Lachèze Grumellon       |
| 8     | 7 octobre    | Division 1      | 8                   | Lyon          | E      | 2–3      | 17       | Prouff Vaast                      |
| 9     | 18 octobre   | Division 1      | 9                   | Le Havre      | D      | 2–2      | 17       | Callichio Nikolić                 |
| 10    | 21 octobre   | Division 1      | 10                  | Lens          | D      | 0–0      | 17       |                                   |
| 11    | 28 octobre   | Division 1      | 11                  | Strasbourg    | E      | 2–1      | 16       | Le Gall Lachèze                   |
| 12    | 4 novembre   | Division 1      | 12                  | Saint-Étienne | E      | 0-5      | 17       |                                   |
| 13    | 11 novembre  | Division 1      | 13                  | Sète          | D      | 2-0      | 15       | Grumellon                         |
| 14    | 18 novembre  | Division 1      | 14                  | Nancy         | E      | 1–9      | 16       | Le Gall                           |
| 15    | 27 novembre  | Division 1      | 15                  | Nîmes         | D      | 2–0      | 15       | Le Gall Nikolić                   |
| 16    | 2 décembre   | Division 1      | 16                  | Roubaix       | E      | 0-2      | 17       |                                   |
| 17    | 9 décembre   | Division 1      | 17                  | Bordeaux      | D      | 2-2      | 17       | Le Gall Grumellon                 |
| 18    | 16 décembre  | Division 1      | 18                  | Marseille     | E      | 1–1      | 16       | Nikolić                           |
| 19    | 23 décembre  | Division 1      | 19                  | Lille         | D      | 2–2      | 16       | Prouff Grumellon                  |
| 20    | 30 décembre  | Division 1      | 20                  | Reims         | E      | 0–4      | 17       |                                   |
| 21    | 6 janvier    | Division 1      | 21                  | Metz          | D      | 0-1      | 17       |                                   |
| 22    | 13 janvier   | Coupe de France | 1/32 finale         | Sète          | N      | 2-1 a.p. | 2-1 a.p. | Munoz Vaast                       |
| 23    | 20 janvier   | Division 1      | 22                  | Sochaux       | D      | 5–1      | 16       | Callichio Nikolić Grumellon Vaast |
| 24    | 27 janvier   | Division 1      | 23                  | Nice          | E      | 0–3      | 17       |                                   |
| 25    | 3 février    | Coupe de France | 1/16 finale         | Angers        | N      | 4-1      | 4-1      | Le Dren Lachèze Prouff Le Gall    |
| 26    | 10 février   | Division 1      | 24                  | RC Paris      | E      | 5-1      | 15       | Le Gall Callichio Grumellon       |
| 27    | 17 février   | Division 1      | 25                  | Lyon          | D      | 2-0      | 14       | Besse Grumellon                   |
| 28    | 24 février   | Coupe de France | 1/8 finale          | Strasbourg    | N      | 2-1 a.p. | 2-1 a.p. | Callichio Le Gall                 |
| 29    | 2 mars       | Division 1      | 26                  | Le Havre      | E      | 2–1      | 13       | Callichio                         |
| 30    | 9 mars       | Division 1      | 27                  | Lens          | E      | 0-3      | 13       |                                   |
| 31    | 16 mars      | Coupe de France | 1/4 finale          | Bordeaux      | N      | 2-2 a.p. | 2-2 a.p. | Nikolić Grumellon                 |
| 32    | 20 mars      | Coupe de France | 1/4 finale (rejoué) | Bordeaux      | N      | 2-4 a.p. | 2-4 a.p. | Callichio Maiseau                 |
| 33    | 23 mars      | Division 1      | 28                  | Strasbourg    | D      | 2–1      | 13       | Prouff Le Gall                    |
| 34    | 30 mars      | Division 1      | 29                  | Saint-Étienne | D      | 2-3      | 14       | Callichio                         |
| 35    | 13 avril     | Division 1      | 30                  | Sète          | E      | 3–3      | 13       | Besse Lachèze Grumellon           |
| 36    | 27 avril     | Division 1      | 31                  | Nancy         | D      | 1-1      | 15       | Nikolić                           |
| 37    | 11 mai       | Division 1      | 32                  | Nîmes         | E      | 0–7      | 15       |                                   |
| 38    | 18 mai       | Division 1      | 33                  | Roubaix       | D      | 2–2      | 15       | Prouff Grumellon                  |
| 39    | 25 mai       | Division 1      | 34                  | Bordeaux      | E      | 2–3      | 15       | Callichio Grumellon               |

- 1 N : terrain neutre ; D : à domicile ; E : à l'extérieur ; drapeau : pays du lieu du match international

## Bilan des compétitions
| Compétition     | Vainqueur final | Débute au tour | Place ou tour final | Première rencontre | Dernière rencontre | Nombre |
| --------------- | --------------- | -------------- | ------------------- | ------------------ | ------------------ | ------ |
| Division 1      | OGC Nice        | 1re journée    | 15e                 | 26 août 1951       | 25 mai 1952        | 34     |
| Coupe de France | OGC Nice        | 1/32 de finale | 1/4 de finale       | 13 janvier 1952    | 20 mars 1952       | 5      |

### Division 1

#### Classement
| Rang | Équipe     | Pts | J  | G  | N | P  | Bp | Bc | Diff |
| ---- | ---------- | --- | -- | -- | - | -- | -- | -- | ---- |
| 12   | Sochaux    | 31  | 34 | 12 | 7 | 15 | 51 | 54 | -3   |
| 13   | Lens       | 31  | 34 | 12 | 7 | 15 | 54 | 61 | -7   |
| 14   | RC Paris   | 30  | 34 | 12 | 6 | 16 | 60 | 71 | -11  |
| 15   | Rennes     | 28  | 34 | 10 | 8 | 16 | 51 | 85 | -34  |
| 16   | Marseille  | 27  | 34 | 9  | 9 | 16 | 52 | 76 | -24  |
| 17   | Lyon       | 20  | 34 | 7  | 6 | 21 | 38 | 78 | -40  |
| 18   | Strasbourg | 16  | 34 | 4  | 8 | 22 | 38 | 80 | -42  |

- 16 : Barragiste avec le 3e de Division 2
- 17 et 18 : Relégation en Division 2

#### Résultats
| Total  | Total  | Total | Total | Total | Total | Total | Total | Domicile | Domicile | Domicile | Domicile | Domicile | Domicile | Extérieur | Extérieur | Extérieur | Extérieur | Extérieur | Extérieur |
| Matchs | Points | V     | N     | D     | BP    | BC    | Diff. | V        | N        | D        | BP       | BC       | Diff.    | V         | N         | D         | BP        | BC        | Diff.     |
| ------ | ------ | ----- | ----- | ----- | ----- | ----- | ----- | -------- | -------- | -------- | -------- | -------- | -------- | --------- | --------- | --------- | --------- | --------- | --------- |
| 34     | 28     | 10    | 8     | 16    | 51    | 85    | -34   | 7        | 6        | 4        | 31       | 21       | +10      | 3         | 2         | 12        | 20        | 64        | -44       |

#### Résultats par journée
| Journée   | 01 | 02 | 03 | 04 | 05 | 06 | 07 | 08 | 09 | 10 | 11 | 12 | 13 | 14 | 15 | 16 | 17 | 18 | 19 | 20 | 21 | 22 | 23 | 24 | 25 | 26 | 27 | 28 | 29 | 30 | 31 | 32 | 33 | 34 |
| --------- | -- | -- | -- | -- | -- | -- | -- | -- | -- | -- | -- | -- | -- | -- | -- | -- | -- | -- | -- | -- | -- | -- | -- | -- | -- | -- | -- | -- | -- | -- | -- | -- | -- | -- |
| Terrain   | D  | E  | D  | E  | E  | D  | D  | E  | D  | D  | E  | E  | D  | E  | D  | E  | D  | E  | D  | E  | D  | D  | E  | E  | D  | E  | E  | D  | D  | E  | D  | E  | D  | E  |
| Résultats | D  | D  | V  | D  | D  | D  | V  | D  | N  | N  | V  | D  | V  | D  | V  | D  | N  | N  | N  | D  | D  | V  | D  | V  | V  | V  | D  | V  | D  | N  | N  | D  | N  | D  |
| Points    | 0  | 0  | 2  | 2  | 2  | 2  | 4  | 4  | 5  | 6  | 8  | 8  | 10 | 10 | 12 | 12 | 13 | 14 | 15 | 15 | 15 | 17 | 17 | 19 | 21 | 23 | 23 | 25 | 25 | 26 | 27 | 27 | 28 | 28 |
| Place     | 14 | 18 | 14 | 17 | 18 | 18 | 17 | 17 | 17 | 17 | 16 | 17 | 15 | 16 | 15 | 17 | 17 | 16 | 16 | 17 | 17 | 16 | 17 | 15 | 14 | 13 | 13 | 13 | 14 | 13 | 15 | 15 | 15 | 15 |

Source : Liste des rencontres

Terrain : D = Domicile ; E = Extérieur. Résultat: D = Défaite ; N = Nul ; V = Victoire.